# Aline Batailler
Aline Batailler, née le 26 octobre 1965, est une judokate française évoluant dans la catégorie des moins de 72 kg (poids mi-lourds).

## Palmarès
| Année | Compétition           | Lieu     | Résultat | Catégorie      |
| ----- | --------------------- | -------- | -------- | -------------- |
| 1989  | Championnats d'Europe | Helsinki | 3e       | Moins de 72 kg |
| 1989  | Championnats du monde | Belgrade | 3e       | Moins de 72 kg |